# Омблени
Омблени (фр. Ambleny) је насељено место у Француској у региону Пикардија, у департману Ен (Пикардија).
По подацима из 2011. године у општини је живело 1135 становника, а густина насељености је износила 65,53 становника/km².

## Демографија
| 1962. | 1968. | 1975. | 1982. | 1990. | 2011. |
| ----- | ----- | ----- | ----- | ----- | ----- |
| 861   | 889   | 844   | 960   | 1.119 | 1.135 |